# Stranger Things
『Stranger Things』（ストレインジャー・シングス）は、アメリカ合衆国で発売されたグラフィック・ノベル。4部で構成され、IDWから2011年9月13日に発売された。

## 概要
アメリカのテレビドラマ『バフィー 〜恋する十字架〜』のスピンオフ作品であるコミック『スパイク』シリーズのなかのひとつ。
『バフィー 〜恋する十字架〜』の続編であるコミック『第8シーズン』の『Twilight』およびコミック版の『エンジェル』の『Connorland』とクロスオーバーしている。

## あらすじ
グラフィック・ノベル『Alone Together Now』の続編。
法律事務所ウルフラム&ハートのホワイトルームからドゥルーシラを救出したスパイクは、ラスベガスの教会で彼女と結婚式を挙げる。ドゥルーシラの行方を追うウルフラム&ハートは、スパイクの友人であるベックを拉致、拷問にかける。酒場で悪魔たちに絡まれたスパイクは、突然現れたウィローによって助けられる。ウィローからバフィーが窮地にたっていることを知らされたスパイクは、まずベックを救出する。昆虫に似たエイリアンとともにバフィーの救援に向かう。

## 登場人物
スパイク
バンパイア。
ドゥルーシラ
バンパイア。
ウィロー・ローゼンバーグ
魔女。
ジェレミー
スパイクの助手。
ベック
念力放火の能力を持つ女性。
ライラ・モーガン
ウルフラム&ハートのCEO。
トア
ウルフラム&ハートの弁護士。シニア・パートナーからの伝令。

## 作者
原案
1. ブライアン・リンチ[3]
2. デヴィッド・ティッチマン、マリア・ヒューナー[4]

カバー画
ニック・ラング

## エピソード一覧
1. Bedknobs and Boomsticks
2. Something Borrowed
3. Give and Take
4. Stranger Things